# ホンダ・U3-X

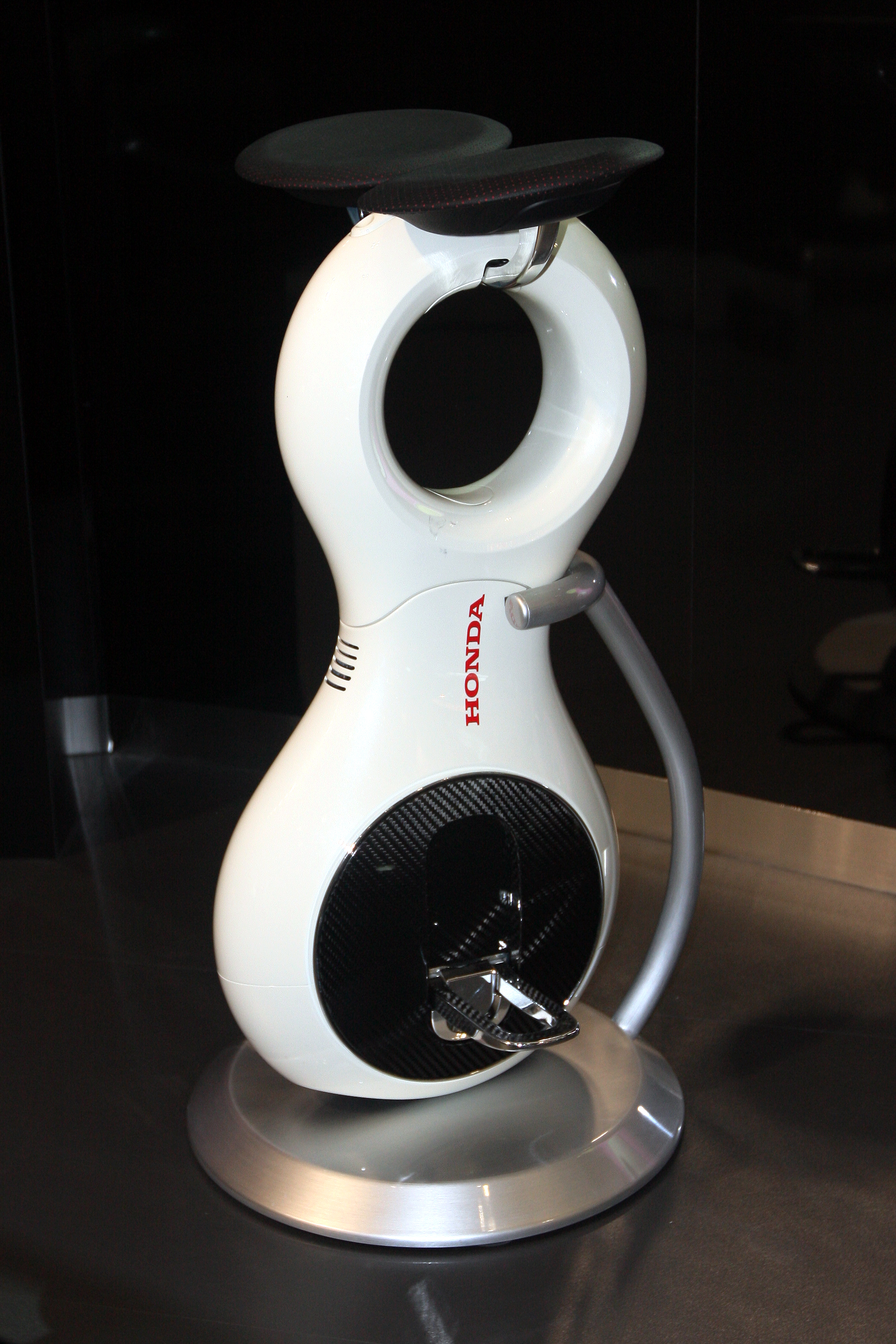
ホンダ・U3-X

U3-X（ユースリーエックス）とは本田技研工業が開発した、ひょうたんのような外見を持つ自立安定一輪車。コンセプトモデルであり市販の予定はない。

## 概要
東京モーターショーを一月後に控えた2009年9月24日に本田技研工業本社で初公開された。
操縦は体重移動で行うが、自動的にバランスを取るので静止したままでも倒れない。車輪のタイヤ部分は横向きに並べた複数の小径車輪で構成されており、小径車輪の回転で真横へも移動する。バランス制御には二足歩行ロボットASIMO（アシモ）の技術を応用しているという。
東京モーターショーでは、同社のコンセプトカーであるEV-Nのドア部やSKYDECKの荷室へと収納し、かつての小型車ホンダ・シティと、シティに搭載可能な小型オートバイホンダ・モトコンポとの組み合わせを思わせる展示を行った。
- 全長：315mm
- 全幅：160mm
- 全高：650mm